# Annabelle 2
Annabelle 2  (titlu original: Annabelle: Creation) este un film de groază supranatural american din 2017 regizat de David F. Sandberg și scris de Gary Dauberman. Rolurile principale au fost interpretate de actorii Stephanie Sigman, Talitha Bateman, Anthony LaPaglia și Miranda Otto și descrie originile păpușii posedate drept Annabelle. Este un prequel al filmului din 2014 Annabelle si al patrulea din seria de filme The Conjuring.
La mulți ani dupa moartea fiicei lor Annabelle Mullins , parintii acesteia Samuel si Esther primesc in gazduire 6 fete orfane , ce erau in grija calugaritei Charllote, de la un orfelinat desfiintat . Dupa ce Janice , fata cu dizabilitate la piciorul drept, deschide usa camerei fiicei gazdelor, elibereaza papusa posedata drept Annabelle, care fusese creata de catre Samuel Mullins pentru fiica lui decedata. 
Dupa aceasta greseala gazdele dar si fetele primite de acestea au de a face cu demonul din papusa Annabelle cat si cu foamea de suflete a acestuia dezlantuita.

## Distribuție
- Stephanie Sigman ca Maicuta Charlotte
- Talitha Bateman ca Janice
  - Tree O'Toole ca adulta Janice / Annabelle Higgins
- Lulu Wilson ca Linda
- Anthony LaPaglia ca Samuel Mullins
- Miranda Otto ca Esther Mullins
  - Alicia Vela-Bailey ca Evil Esther Mullins
- Grace Fulton ca Carol
- Philippa Coulthard ca Nancy
- Samara Lee ca Annabelle "Bee" Mullins
- Tayler Buck ca Kate
- Lou Lou Safran ca Tierney
- Mark Bramhall ca Father Massey
- Adam Bartley ca Ofiter Fuller
- Lotta Losten ca agent de adopție
- Joseph Bishara ca Annabelle Demon
- Fred Tatasciore ca vocea demonului
- Brian Howe ca Pete Higgins
- Kerry O'Malley ca Sharon Higgins
- Annabelle Wallis ca Mia Form (cameo)
- Ward Horton ca John Form (cameo)
- Bonnie Aarons ca Valak / Demon Nun

## Producție
In octombrie 2015, s-a confirmat ca o continuare a filmului Annabelle este în dezvoltare. David F. Sandberg l-a înlocuit pe regizorul primului film Annabelle, John R. Leonetti în martie 2016. Sandberg s-a auto-descris ca fiind un fan al francizei.
Filmările principale au început la 27 iunie 2016, în Los Angeles, California, la Warner Bros. Studios, Burbank și s-au terminat la 15 august 2016.. Filmul a aparut pe micile ecrane pe data de 11 august 2017.(SUA)